# Le Grand-Lucé
Le Grand-Lucé ist eine französische Gemeinde im Département Sarthe in der Region Pays de la Loire. Sie liegt zwischen den Städten Le Mans (28 km entfernt) und Tours (61 km). Die Gemeinde hat 1941 Einwohner (Stand 1. Januar 2022), die Lucéens und Lucéennes genannt werden.
Le Grand-Lucé wird erstmals 1039 erwähnt, als der Baron von Château-du-Loir dort eine Motte errichtet. 1761 bis 1764 wurde die Befestigung unter Jacques Pineau de Viennay geschleift und ein neues Schloss gebaut. 1781 zerstörte ein Brand das gesamte Dorf.